# Steviopsis
Steviopsis là một chi thực vật có hoa trong họ Cúc (Asteraceae).

## Loài
Chi Steviopsis gồm các loài: